# Assassin's Creed III: La tiranía del rey Washington
Assassin's Creed III: La Tiranía del Rey Washington (también llamado por el título original Assassin's Creed III: The Tyranny of King Washington) es un paquete de contenido descargable (DLC) desarrollado y publicado por Ubisoft para el videojuego de acción y aventura Assassin's Creed III, lanzado en 2012. Ambientado después de los eventos del juego base, sigue a Connor, quien despierta en lo que parece ser una realidad alternativa en la que los eventos relacionados con él nunca ocurrieron. Su misión es encontrar y derrotar a una versión ficticia de George Washington, quien ha sido empoderado pero mentalmente corrompido por un artefacto de origen sobrenatural. Después de coronarse como rey de los recién fundados Estados Unidos de América, Washington comienza a esclavizar a la población de la frontera americana y a masacrar a quienes se resisten a su tiranía. A lo largo de la narrativa del paquete, Connor adquiere nuevas habilidades místicas mientras intenta detener a Washington y regresar a su línea temporal original.
La tiranía del rey Washington es el primer DLC lanzado tras el estreno de Assassin's Creed III. Consta de tres episodios: La infamia, La traición y La redención, los cuales fueron lanzados periódicamente de febrero a abril de 2013 en diversas plataformas. Los tres episodios están incluidos en una compilación de 2019 titulada Assassin's Creed III Remastered, que recopila versiones remasterizadas de Assassin's Creed III y todo el contenido relacionado. Cada uno de los episodios del DLC recibió reseñas mixtas de parte de las publicaciones especializadas en videojuegos.

## Jugabilidad
The Tyranny of King Washington es un paquete de contenido descargable (DLC) para el videojuego de 2012 Assassin's Creed III. Consiste en una campaña narrativa para un solo jugador que se divide en tres entregas episódicas. Los jugadores asumen el papel de Ratonhnhaké:ton (también conocido por su nombre inglés adoptado, Connor), un miembro mitad británico, mitad mohawk de la Hermandad de Asesinos. Si bien el DLC presenta una continuación de los elementos de juego del juego base, Connor nunca tuvo la oportunidad de convertirse en un Asesino en esta continuidad. En cambio, obtiene nuevos poderes místicos en cada episodio que siguen el tema de su herencia cultural mohawk: el "Poder del Lobo" para el sigilo, lo que le permite a Connor volverse invisible temporalmente; el "Poder del Águila" para la velocidad, que le permite convertirse en un águila para vuelos cortos; y el "Poder del Oso" para la fuerza, que produce una onda de choque devastadora para derribar a todos los enemigos cercanos. Connor también tiene acceso a una cuarta habilidad llamada "Alfa de la manada" que invoca lobos astrales para ayudar en la batalla.

## Recepción
| Videojuego     | GameRankings | Metacritic                     |
| -------------- | ------------ | ------------------------------ |
| The Infamy     | {{{gr1}}}    | (PS3) 75/100 (Xbox 360) 73/100 |
| The Betrayal   | {{{gr2}}}    | (PS3) 65/100 (Xbox 360) 67/100 |
| The Redemption | {{{gr3}}}    | (PS3) 70/100 (Xbox 360) 63/100 |

Según el agregador de reseñas Metacritic, los tres episodios de La Tirania del Rey Washington recibieron críticas generalmente mixtas o medias en PlayStation 3 y Xbox 360, . 